# Éric Barbier

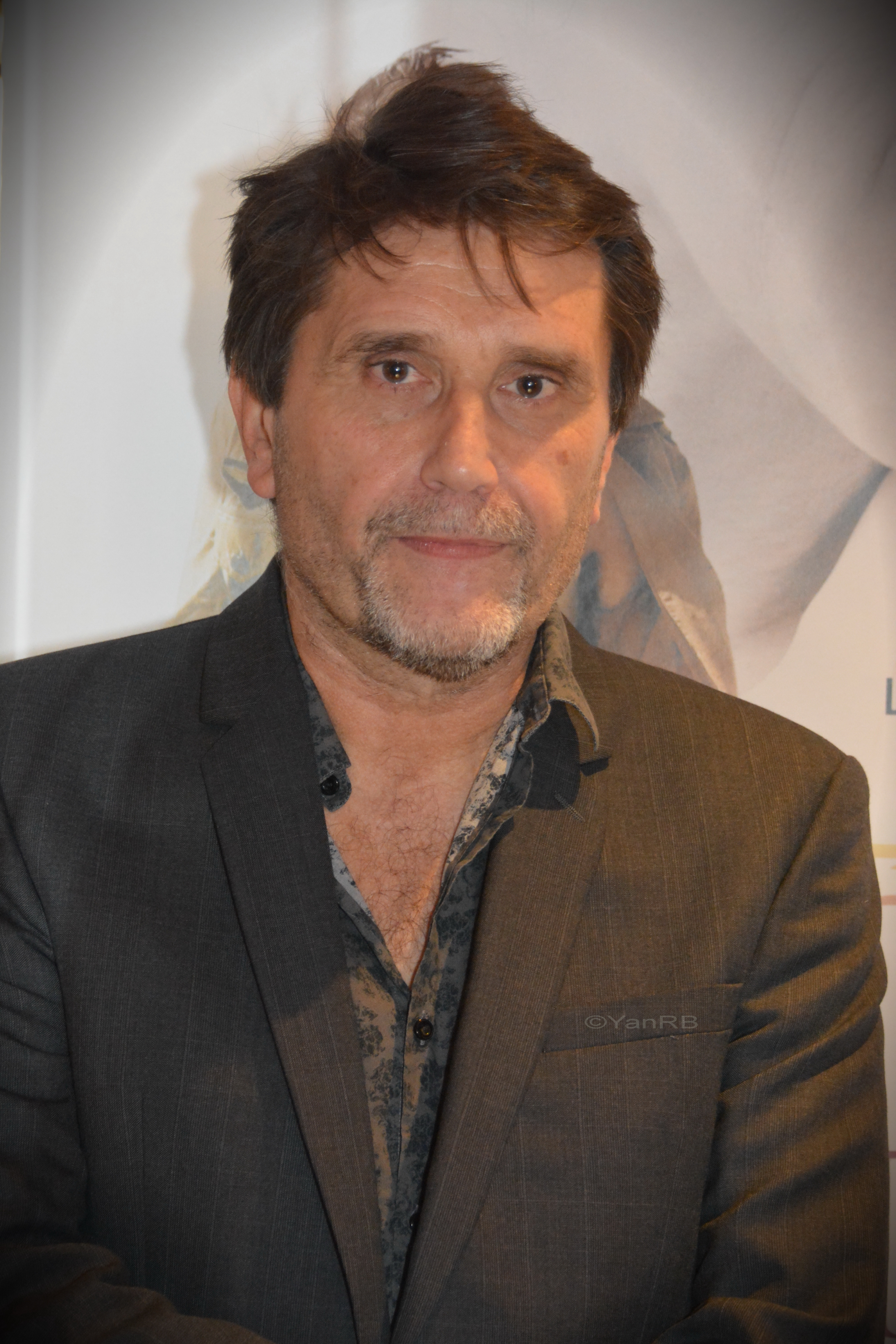
Eric Barbier, 2017

Éric Barbier (* 29. Juni 1960 in Aix-en-Provence, Département Bouches-du-Rhône) ist ein französischer Regisseur und Drehbuchautor, der mehrere Kinoproduktionen realisierte, darunter Höllenglut, Die Schlange, 137 Karat – Ein fast perfekter Coup oder Frühes Versprechen.

## Leben und Karriere
Éric Barbier, geboren 1960 in Aix-en-Provence im französischen Département Bouches-du-Rhône, besuchte ab 1979 das renommierte Institut des hautes études cinématographiques (IHDEC) in Paris, wo er mehrere Kurzfilme drehte, darunter Saint merry La malediction (1980), Sanghaï (1981) oder La face perdue (1982). Dort lernte er auch die etwa gleichaltrigen Regisseure und Drehbuchautoren Eric Rochant (* 1961) und Arnaud Desplechin (* 1960) kennen. Nach dem Erwerb seines Diploms an der (IHDEC) arbeitete er 1984 an Rochants Kurzfilm Comme les doigts de la main mit. Während dieser Zeit war er auch als Assistent für Werbespots von Regisseuren wie Howard Guard und Tony Scott beteiligt.
Im Jahr 1991 inszenierte er dann als unabhängiger Filmemacher mit Maruschka Detmers und Jean-Marc Barr in den Hauptrollen das französische Kinodrama Höllenglut, das das Leben von polnischen Immigranten in den Kohlengruben während der 1930er Jahre in Nordfrankreich thematisierte. Barbier gewann für seinen Film 1991 den begehrten Jean-Vigo-Preis als bester Regisseur. Das Drehbuch schrieb er gemeinsam mit seinem Bruder Jean-Pierre Barbier. Die Filmmusik zu Höllenglut komponierte Frédéric Talgorn. 1993 drehte Barbier mit Les Années Lycée ein TV-Special über die Zeit von 1968 in Paris. 1995 arbeitete er dann gemeinsam mit dem französischen Ministerium für Kultur und Zusammenarbeit an vier von libanesischen Studenten gedrehten Filmen.
Mit der spanisch-französischen Co-Produktion Toreros, in der Besetzung Olivier Martinez und Claude Brasseur, entstand im Jahr 2000 ein Drama über das Leben eines Stierkämpfers. 2006 realisierte Barbier schließlich die Kinoproduktion Die Schlange, in den Hauptrollen des Psychothrillers spielten Yvan Attal, Clovis Cornillac und Pierre Richard. Barbier schrieb das Drehbuch zum Film nach einem Roman des britischen Schriftstellers Ted Lewis.
2014 schuf Barbier mit dem Drama 137 Karat – Ein fast perfekter Coup in der Besetzung Yvan Attal, Bérénice Bejo und Jean-François Stévenin eine weitere Kinoproduktion. Hierzu steuerte sein jüngerer Bruder, der Komponist Renaud Barbier (* 1969), wie schon zuvor bei seinen Kinoproduktionen Toreros und Die Schlange, die Filmmusik bei, wie später auch bei Frühes Versprechen (2017) und Petit pays (2020).

## Filmografie

### Als Regisseur
- 1991: Höllenglut (Le brasier)
- 2000: Toreros
- 2006: Die Schlange (Le serpent)
- 2014: 137 Karat – Ein fast perfekter Coup (Le dernier diamant)
- 2017: Frühes Versprechen (La promesse de l'aube)
- 2020: Petit pays
- 2023: Zodi & Tehu, frères du désert

### Als Drehbuchautor
- 1991: Höllenglut (Le brasier)
- 2000: Toreros
- 2006: Die Schlange (Le serpent)
- 2014: 137 Karat – Ein fast perfekter Coup (Le dernier diamant)
- 2017: Frühes Versprechen (La promesse de l'aube)
- 2020: Petit pays

## Auszeichnungen
- 1991: Jean-Vigo-Preis für Höllenglut